# Karipap

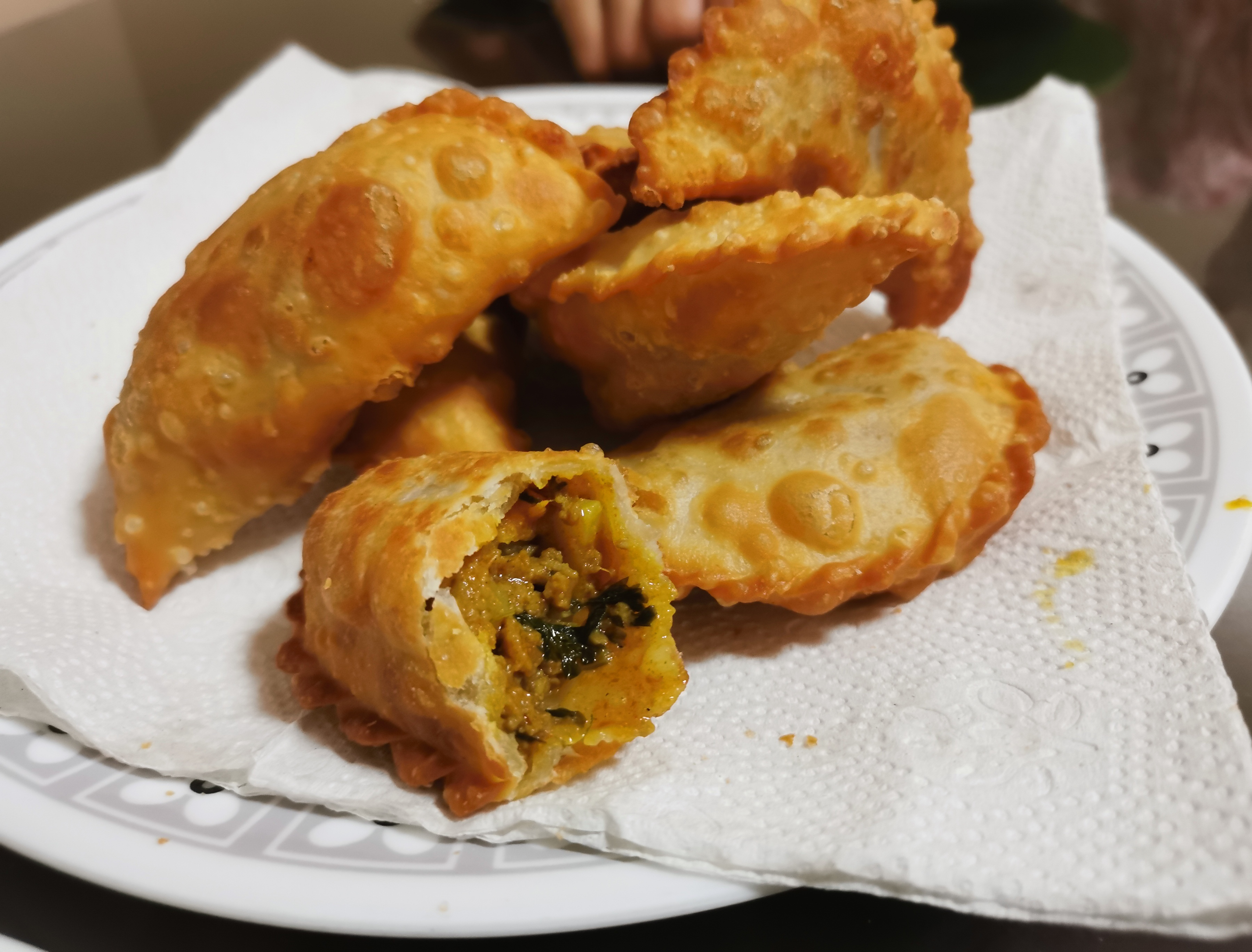
Karipap

Karipap (englisch Curry puff; malaiisch Karipap, Epok-epok; chinesisch 咖哩角, Pinyin gālíjiǎo, Jyutping ga3lei5gok1 – „Curry-Ecke“; thailändisch กะหรี่ปั๊บ, RTGS karipap; IPA: karì:páp) ist ein malaiischer, singapurischer und thailändischer Snack. 
Es handelt sich um eine kleine frittierte oder gebackene Teigtasche, die mit Rindfleisch oder Hühnerfleisch sowie Zwiebeln und Kartoffeln gefüllt ist. Die Füllung wird mit Currypulver gewürzt. 

## Ursprung
Es liegt nahe, dass das Wort Karipap ins Malaiische aus dem Englischen entlehnt wurde (curry puff), das Wort ist auch in Indonesien nicht zu finden.
Karipap wurde von den Portugiesen eingeführt, die es Empanada nannten. Das originale malaiische Wort Epok-Epok ist eine Verballhornung von Empanada. Einige Variationen des südasiatischen Samosa sind dem Karipap sehr ähnlich.